# Termas de Tito

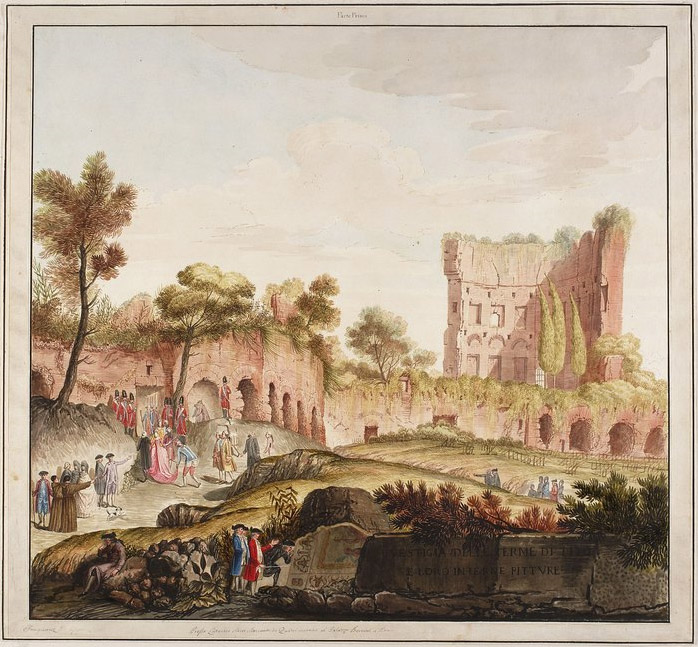
Termas de Tito, grabado de 1776.

Las Termas de Tito fueron unos baños públicos construidos en Roma por el emperador Tito.
Ubicadas al pie del Monte Esquilino, en la Colina del Oppio, las termas tenían capacidad para recibir a 1600 personas. El precio de entrada era de una moneda, la de menor denominación.

## Historia
Tito queriendo alejar los tristes recuerdos de la última erupción del Vesubio y de un terrible incendio que había destruido los principales edificios de Roma concibió el proyecto de construir un vasto edificio que contuviera a la vez, salas para representaciones dramáticas suntuosas. Este edificio fue construido sobre las ruinas de los baños del palacio de Nerón que un incendio había destruido, como para hacer desaparecer hasta el recuerdo de los tiempos pasados.

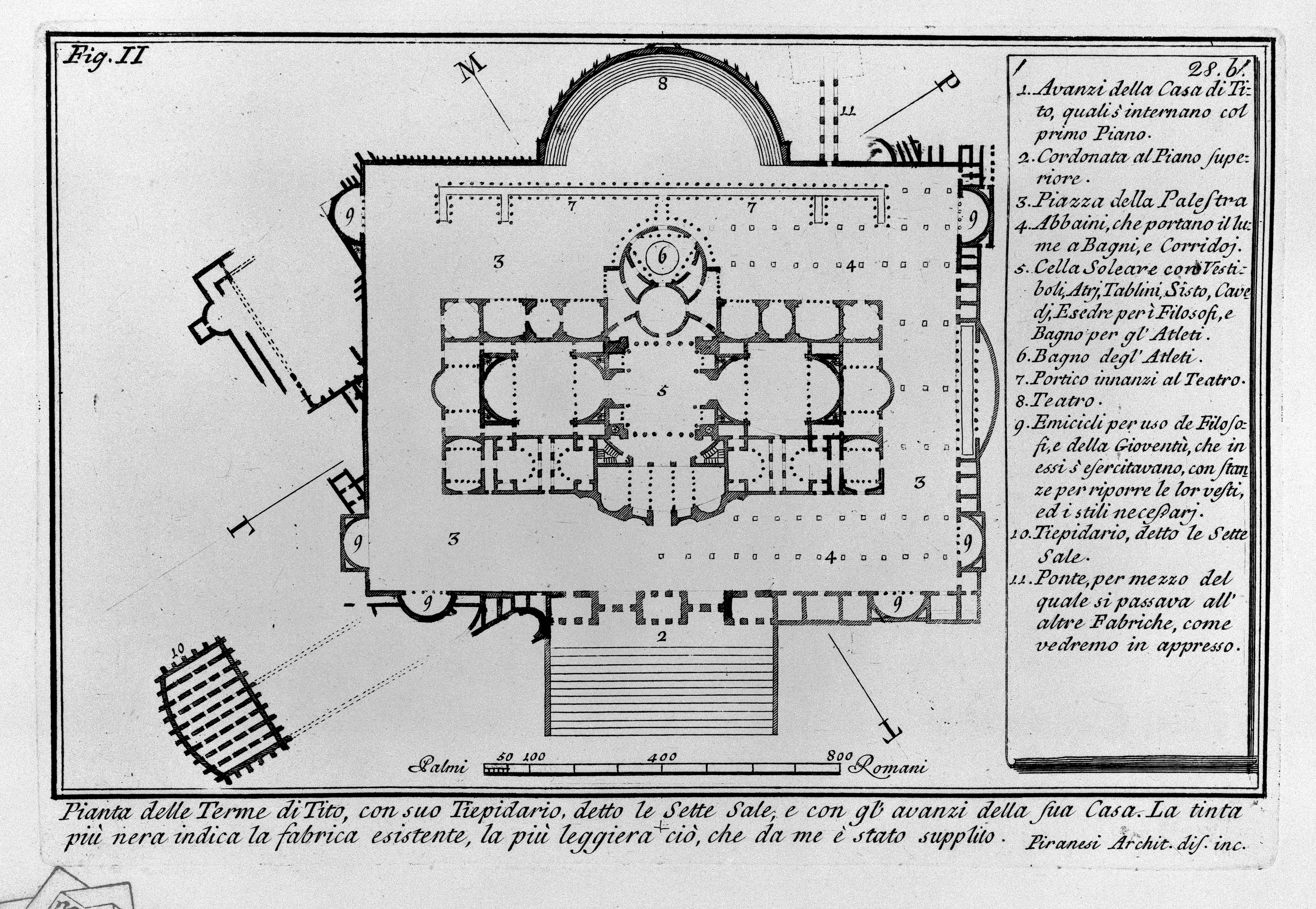
Planta de las termas de Tito (plano de 1756)

Por la planta de las termas se ve la extensión de los establecimientos de este género. Esta planta se compone de dos cercados comprendidos el uno en el otro. El primero contiene los pórticos para ponerse a cubierto, las salas para los atletas, las bibliotecas, teatros para las representaciones dramáticas y los combates de gladiadores, las escuelas, las exedras guarnecidas de bancos donde los filósofos y los sabios se reunían para discutir. La segunda comprende los baños propiamente dichos, y contiene la sala en la cual se desnudan, llamada por los romanos apodyterium; otra sala donde se untan de olores y se perfuman, llamada unctuarium. Enseguida está la sala donde hacen ejercicios antes de entrar en el baño y que lleva el nombre de coryceum o de sphaeristerium. Después siguen las caldaria o salas de baños calientes y alrededor de las cuales están las galerías. Después del baño pasan a una sala de una temperatura agradable, llamada tepidarium, porque previene para pasar a la sala del baño frío llamada frigidarium. Esta última sala es muy espaciosa porque se bañan muchos a la vez y está ricamente adornada con columnas y estatuas. Además hay otra sala con tubos para los baños de vapor que lleva el nombre de sudario y piezas subterráneas destinadas a calentar las salas y que se designan con el nombre de hypocaustes.
Los antiguos habían reunido en estos edificios todo lo que puede agradar a la vista y recrear la imaginación. El pavimento de mosaico con mármoles de colores, los techos cubiertos de magníficas pinturas, las salas y los pórticos adornados de tableros con bajorrelieves de bustos, de estatuas de los mejores maestros de todas las artes. En las termas de Tito fue hallado el famoso grupo de Laoconte, el tronco antiguo, el toro Farnesio, etc.